# Prokopios von Caesarea
Prokopios von Caesarea (griechisch Προκόπιος, lateinisch Procopius Caesariensis, im Deutschen meist Prokop genannt; * um 500 in Caesarea Maritima; † um 560 in Konstantinopel) war ein spätantiker griechischer bzw. frühbyzantinischer Historiker des 6. Jahrhunderts n. Chr. Er gilt als der letzte große Geschichtsschreiber der Antike und als bedeutendste Quelle zur Zeit Kaiser Justinians (527–565).
Abgesehen von den ersten sieben Büchern der Historien, die zweifellos 550/51 entstanden, ist die Frage nach der genauen Datierung der übrigen Werke Prokops seit langem strittig. Einer Frühdatierung (alles bis 553/54) steht eine Spätdatierung (Bauwerke und Geheimgeschichte erst um 560) gegenüber, ohne dass eine eindeutige Antwort möglich wäre. In der aktuellen Forschung wird meist eine Frühdatierung bevorzugt. Im Zusammenhang mit dem stark gewachsenen Interesse an der Spätantike hat sich die Forschung zu Prokop seit dem Beginn des 21. Jahrhunderts erheblich intensiviert. 

## Leben
Prokopios stammte wohl aus einer privilegierten hellenisierten Familie aus Caesarea Maritima (griech. Παράλιος Καισάρεια) in Palaestina und genoss offensichtlich eine rhetorische und juristische Ausbildung, vermutlich an der Rechtsschule von Beirut, vielleicht aber auch in Caesarea oder Konstantinopel. Von 527 bis 540 oder 542 war er consiliarius bzw. assessor (griech. πάρεδρος) und damit Rechtsbeistand des oströmischen magister militum Belisar. Durch seine Hände ging damit wohl auch die gesamte Feldpost, daher war er zumindest über die militärischen und diplomatischen Vorgänge hervorragend informiert, überdies hatte er auf diese Weise Zugang zu vielen Akteuren. Prokop nahm persönlich an Belisars Feldzügen gegen die Sassaniden, Vandalen und Ostgoten teil, nach 542 hielt er sich wahrscheinlich vor allem in Konstantinopel auf und verfasste dort seine Werke. 
Als assessor eines Heermeisters muss er mindestens den Rang eines vir spectabilis bekleidet haben; die mittelbyzantinische Suda bezeichnet ihn sogar als vir illustris. Trifft das zu, war er nicht nur formal, sondern auch faktisch Senator. Johannes von Nikiu bezeichnet ihn zudem als patricius und Amtsträger. Vielleicht war Prokop mit jenem Stadtpräfekten von Konstantinopel identisch, der laut Johannes Malalas 561/62 eine Verschwörung gegen Justinian untersuchte, doch bleibt dies ungewiss. 
In der Regel nimmt man an, dass Prokop noch vor Justinians Tod 565 starb; so fehlt jeglicher Hinweis auf den Friedensschluss mit den Sassaniden im Jahr 562, den Prokop wohl mit Sicherheit erwähnt hätte, wenn er ihn noch erlebt hätte.

## Werke

### DieKriegsgeschichte(Historien)

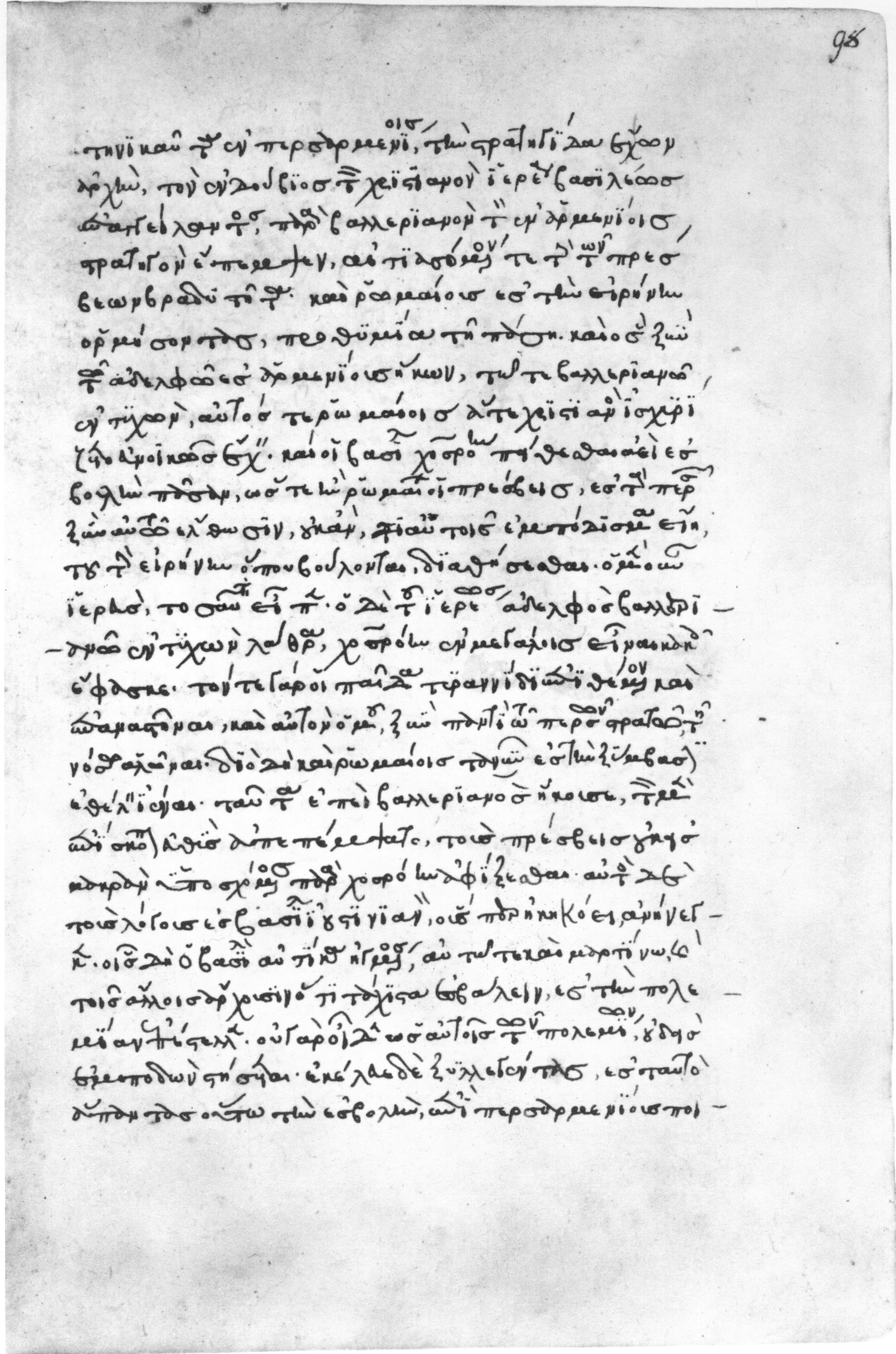
Prokops Historien in der um 1315 geschriebenen Handschrift Venedig, Biblioteca Marciana, Gr. 398, fol. 98r

Prokop verfasste um 550 auf Griechisch eine Geschichte der Kriege Kaiser Justinians bis ins Jahr 550 (Osten) bzw. 553 (im Westen). Das Werk wird auch oft als Historien oder Bella bezeichnet und umfasst acht Bücher.
Buch 1 und 2 behandeln den persischen Kriegsschauplatz (Sassaniden, siehe auch Römisch-Persische Kriege) bis in die 540er Jahre. In den Büchern 3 und 4 werden die Kämpfe gegen die Vandalen in Nordafrika geschildert, in den Büchern 5 bis 7 die Kriege gegen die Ostgoten in Italien. Die ersten sieben Bücher wurden 550/51 endgültig fertiggestellt und gemeinsam veröffentlicht. Buch 8 wurde erst 553/54 fertiggestellt, hat ein eigenes kurzes Vorwort und bietet als „bunte Geschichte“ eine Zusammenfassung der weiteren militärischen Auseinandersetzungen an verschiedenen Kriegsschauplätzen (sowohl im Westen als auch im Osten) bis zum Herbst des Jahres 553.
Prokops Historien sind nach dem Vorbild Appians aufgebaut (also nach geographischen Gesichtspunkten), stilistisch sind sie an Herodot und Thukydides orientiert, was bereits in den Vorreden deutlich wird. Die Historien sind nicht nur inhaltlich sehr umfassend, sie bewegen sich auch auf einem hohen stilistischen Niveau und arrangieren das Material geschickt und keineswegs ohne Absicht. Sie stellen durch ihre Exkurse, etwa über die Justinianische Pest oder den Nika-Aufstand, weit mehr als eine reine Kriegschronik dar, sondern können durchaus als Geschichte der Zeit Justinians angesehen werden. Prokop benutzte für Rückblicke, so in das 5. Jahrhundert, teilweise schriftliche Werke als Quellen, so möglicherweise Priskos und Eustathios von Epiphaneia. Ansonsten konnte er vor allem auf seine eigenen Erfahrungen zurückgreifen, wozu er zuvor bereits Notizen erstellt haben wird; ebenso hatte er aufgrund seiner Position teilweise Zugriff auf amtliche Dokumente und konnte Gespräche mit Augenzeugen führen. Allerdings zeigt sich in seinem formal und sprachlich stark an den Klassikern der antiken Geschichtsschreibung orientierten Werk oft auch ein gewisser Hang zu unterhaltsamen Anekdoten, und seine Angaben über fremde Völker sind von mitunter zweifelhaftem Wert.
Die Historien scheinen rasch weite Verbreitung gefunden zu haben – Prokop selbst gibt zu Beginn des achten Buches an, die ersten sieben Bücher würden bereits im ganzen Römischen Reich gelesen – und wurden häufig von anderen Autoren zitiert. Prokop wurde auf diese Weise ein wichtiges Bindeglied zwischen der antiken und der späteren byzantinischen Geschichtsschreibung. Die Geschichtswerke, die Zeitgenossen wie Johannes Lydos über Justinians Kriege verfassten, erreichten keine vergleichbare Popularität und sind daher nicht überliefert.

### DieBauten
In den „Bauten“ (De Aedificiis), einer mutmaßlichen Auftragsarbeit, in der Prokop in sechs Büchern auf das umfassende Bauprogramm Justinians in Konstantinopel (Buch I) und in den Provinzen (außer Italien) einging, wird der Kaiser (aber teils auch Belisar) panegyrisch gelobt. Die Kriterien, nach denen Prokop die beschriebenen Orte und Bauten auswählte, sind dabei bislang schlecht erforscht; so ist unklar, wieso Antiochia am Orontes ausführlich, das nicht minder bedeutende Alexandria hingegen nur in wenigen Sätzen behandelt wird. Die Bücher 5 und 6 sind überdies vielleicht nicht vollendet worden, sondern blieben womöglich im Entwurfsstadium (hierfür spricht die notizartige Abfassung); auch die fehlende Behandlung Italiens, das Prokop doch gut kannte, spricht dafür, dass die Bauten unvollendet geblieben sein könnten.
Das Werk entstand nach Ansicht der meisten Gelehrten wohl zwischen 553 und 555. Forscher wie James Evans und Michael Whitby haben dagegen eher für eine Abfassung erst um 561 plädiert und vermuten, Prokop sei vor Abschluss der Arbeit gestorben. Das Werk ist handschriftlich in zwei deutlich unterschiedlichen Fassungen überliefert, einer kurzen („z“) und einer langen („y“). Letztere scheint nach gegenwärtigem Forschungsstand eine Reihe von späteren Ergänzungen zu erhalten, die nicht von Prokop selbst stammen.

### DieGeheimgeschichte
Demgegenüber ist die „Geheimgeschichte“ (Historia Arcana bzw. Anekdota, erstmals erwähnt und so genannt in der Suda), die höchstwahrscheinlich nicht zu Lebzeiten des Kaisers und Prokops veröffentlicht und entweder 550 oder (unwahrscheinlicher) 558 verfasst wurde, eine reine Skandalgeschichte und Schmähschrift (psogos). Entweder sollte der Text nach Justinians Tod in die Bella integriert werden, oder er war von Anfang an als eine Geheimschrift für oppositionelle Zirkel gedacht. In ihr werden Justinian und seine Frau Theodora I., aber auch Belisar und seine untreue Frau Antonina gegeißelt. Wieso und wie das rätselhafte Werk überliefert wurde, ist ungeklärt; erstmals erwähnt und zitiert wird es erst im 10. Jahrhundert, weshalb man früher vermutete, es handle sich um eine spätere Fälschung. Seit Jahrzehnten gilt es aber als sicher, dass die Anekdota tatsächlich von Prokop stammen. Zweck, Interpretation und Entstehungshintergrund des Werkes sind in der Forschung hingegen nach wie vor sehr umstritten. Da das Werk späteren Autoren, die Prokop ansonsten ausgiebig heranziehen, bis ins 10. Jahrhundert unbekannt gewesen zu sein scheint, wird vermutet, dass der offenbar unfertige Text erst lange nach dem Tod des Verfassers aufgefunden und publiziert wurde; die näheren Umstände bleiben rätselhaft.
Auch wenn gerade die Schilderungen in den Anekdota angesichts des ganz konträren Bildes von Justinian in den Bauten auf den ersten Blick ein schiefes Licht auf Prokops Charakter werfen, sind seine Werke dennoch die wichtigste Quelle für die Regierungszeit Justinians. Averil Cameron hat versucht, die Widersprüche zwischen den Werken damit zu erklären, dass Prokop geglaubt habe, nur auf diese Weise ein vollständiges Abbild seiner Zeit liefern zu können. Prokop erwähnt wiederholt seine Absicht, auch eine Kirchengeschichte zu schreiben, doch falls er seinen Plan verwirklicht haben sollte (was unwahrscheinlich ist), so ist das Werk komplett verloren.

### Stil und Intention
Das Niveau der Darstellung in Prokops Werken, vor allem in den Historien, ist insgesamt als sehr hoch anzusetzen; tatsächlich war er neben Ammianus Marcellinus der einzige (erhaltene) Historiker der Spätantike, der sich mit den berühmten Vorbildern (Herodot, Thukydides, Polybios und Tacitus) messen konnte. Prokop, der sich formal und sprachlich an klassischen Autoren wie Herodot und Thukydides orientierte, diente später wiederum selbst nachweislich vielen Autoren als Vorbild und Quelle. Sein Werk muss weit verbreitet gewesen sein, denn es ist in ungewöhnlich vielen Handschriften überliefert und wurde überdies von anderen Geschichtsschreibern, die bewusst an ihn anschlossen, fortgesetzt (siehe unten). John Bagnell Bury formulierte die Bedeutung Prokops in seiner History of the Later Roman Empire (Geschichte des spätrömischen Reiches) so: „Es war eines der Ruhmesblätter des justinianischen Zeitalters, einen Autor hervorgebracht zu haben, der als der hervorragendste griechische Historiker seit Polybios angesehen werden muss.“ Auch in der modernen Forschung wird sein Quellenwert in der Regel als sehr hoch veranschlagt. So beruht unser Bild der Zeit Justinians nach wie vor ganz wesentlich auf Prokops Darstellung, obwohl man sich in jüngster Zeit etwas von seinem Werk zu lösen versucht. Prokops Werk ist nach wie vor eine der am intensivsten ausgewerteten und erforschten Quellen zur Spätantike.
Prokop verwendete eine kraftvolle Sprache, durchsetzt mit Klassizismen, und schrieb guten attischen Stil – was allerdings für seine Zeitgenossen die Lektüre erschwert haben dürfte, ausgenommen natürlich die gebildete Oberschicht, auf die Prokops Darstellung auch abzielte. Das spätantike Alltagsgriechisch seiner Zeit hatte sich bereits stark gewandelt, kann aber noch als Altgriechisch bezeichnet werden und hinterließ durchaus Spuren in Prokops Sprache. Sein Bericht ist gewürzt mit vielen Anekdoten, und er hatte ein entschiedenes (aber nicht immer objektives) Urteil. Er baute versteckte (und in der Geheimgeschichte offene) Kritik an der Person Justinians mit ein; Herrscherkritik war allerdings ein Genremerkmal der antiken Historiographie, so dass letztlich kaum zu entscheiden ist, was Prokop tatsächlich von Justinian hielt. In späteren Abschnitten kritisierte er auch Belisar, den er zuerst in den höchsten Tönen gelobt hatte. Insgesamt lassen sich in Hinblick auf Prokops Urteil innerhalb der Kriegsgeschichte erhebliche Inkonsistenzen und Widersprüche konstatieren.
In der Kriegsgeschichte, dem am stärksten der klassischen Tradition verpflichteten Werk, bleibt Prokop zumindest oberflächlich objektiv und offenbart einen klaren Blick für die Ereignisse. Dabei gliedert er seinen Stoff eher nach (tatsächlichen oder vermeintlichen) Zusammenhängen als nach der Chronologie. Während er sich dabei einerseits an die ihm bekannten Fakten gebunden fühlt, schreckt er doch andererseits nicht davor zurück, seinen Lesern zugleich seine Interpretation der Dinge unterzuschieben und sein Material durch Auswahl und Anordnung der Fakten zu manipulieren: Prokops Kritik ist dabei zum größten Teil Personenkritik. Er kritisiert zum Beispiel nie die Institution des Kaisertums an sich, sondern nur die Politik Justinians, dem er oft Zögerlichkeit oder Misstrauen gegenüber seinen Generälen vorwirft, womit die Kriegsanstrengungen Ostroms gehemmt worden seien. Prokop stand konservativen Senatskreisen nahe, deren Interessen durch die Politik Justinians tangiert wurden. In der Geheimgeschichte wird der Kaiser sogar als „Dämonenfürst“ verunglimpft, der das Reich ins Verderben stürzen wolle. In religiösen Fragen stand Prokop für ein tolerantes Christentum ein, er dürfte daher an der rigiden Religionspolitik des Kaisers keinen Gefallen gefunden haben. Dass er, wie früher teils vermutet wurde, in Wahrheit ein Heide gewesen sei, ist allerdings sehr unwahrscheinlich und gilt seit Averil Camerons grundlegender Studie allgemein als widerlegt. Das weitgehende (aber nicht völlige) Fehlen christlicher Bezüge ist aus Prokops klassizistischem Ansatz zu erklären.
Allerdings gibt es nach Ansicht mancher Forscher Indizien dafür, dass Prokop selbst am Ende seines Wirkens den von ihm gepflegten klassizistischen Stil vielleicht als nicht mehr zweckmäßig ansah. Die Katastrophen, die das oströmische Reich heimgesucht hatten (Pestepidemien, Erdbeben, Barbareneinfälle), konnten nicht mehr nach klassischen Denkmustern erklärt werden, so dass Prokop als Erklärungsansatz auf das sich menschlicher Logik entziehende Walten Gottes hinwies. Dies mag auch ein Grund dafür sein, dass die Geschichtsschreibung nach klassischem Vorbild in Ostrom bald darauf für lange Zeit verstummte und stattdessen die Kirchengeschichte an Boden gewann. Keiner seiner Nachfolger erreichte sein Niveau: Prokops Werk wurde von Agathias fortgesetzt, dieser von Menander Protektor, an den wiederum als letzter spätantiker Historiker Theophylaktos Simokates anknüpfte. Damit endete zu Beginn des 7. Jahrhunderts dann auch in Ostrom die Tradition der antiken Historiographie (siehe auch Byzantinische Geschichtsschreibung). Die Historien des Prokopios blieben allerdings auch in byzantinischer Zeit bekannt und beliebt und dienten nach einer Pause wieder vielen Geschichtsschreibern als Vorbild. Im Humanismus wurden sie 1607 erstmals gedruckt (De Aedificiis bereits 1531, die Historia Arcana erst 1623).

## Ausgaben und Übersetzungen
- Eintrag in Clavis Historicorum Antiquitatis Posterioris (CHAP).

- Jacob Haury (Hrsg.): Procopii Caesariensis Opera omnia. Vier Bde., Teubner, Leipzig 1905–1913; Nachdruck mit Ergänzungen und Korrekturen von Gerhard Wirth, Teubner, Leipzig 1962–1964. (Maßgebliche Ausgabe des griechischen Textes.)
- Henry B. Dewing und Glanville Downey (Hrsg.): Procopius. Buildings, History of the Wars, and Secret History. Loeb Classical Library, sieben Bde., Cambridge/MA 1914–1940. (Griechischer Text mit englischer Übersetzung.)
  - Band 1 – Internet Archive
  - Band 2 – Internet Archive
  - Band 3 – Internet Archive
  - Band 4 – Internet Archive
  - Band 5 – Internet Archive
  - Band 6 – Internet Archive
- Anthony Kaldellis (Hrsg.): Prokopios. The Wars of Justinian. Hackett, Indianapolis 2014. (Es handelt sich um eine von Anthony Kaldellis an vielen Stellen überarbeitete und mit neuen Anmerkungen versehene einbändige Neuausgabe von Dewings Übersetzung der Historien; Fachbesprechung.)
- Anthony Kaldellis (Hrsg.): Prokopios. The Secret History with Related Texts. Hackett, Indianapolis/Cambridge 2010, ISBN 978-1-60384-180-1.
- Geoffrey B. Greatrex (Hrsg.): Procopius of Caesarea: The Persian Wars. Translation, with Introduction and Notes. Cambridge University Press, Cambridge 2022. (Aktuelle englische Übersetzung der ersten beiden Bücher der Historien.)
- Otto Veh (Hrsg.): Prokopios von Caesarea: Werke. Bücherei Tusculum, fünf Bde. (I: Anekdota; II: Gotenkriege; III: Perserkriege; IV: Vandalenkriege; V: Bauten), Heimeran, München 1961–1977. (Eine von der Fachwissenschaft nicht immer als gelungen angesehene Übersetzung.[17])
- Otto Veh (Hrsg.): Anekdota. Geheimgeschichte des Kaiserhofs von Byzanz. Mit Erläuterungen, einer Einführung und Literaturhinweisen von Mischa Meier und Hartmut Leppin. Artemis & Winkler, Düsseldorf/Zürich 2005, ISBN 3-7608-1739-4.